# آنتن همه‌سویه
- آنتن یک ایستگاه رادیویی AM
- آنتن شلاقی یک واکی‌تاکی

در مخابرات رادیویی، آنتن همه‌سویه، توان رادیویی را در همۀ جهت‌های عمود بر محور آنتن (زاویۀ سمت)، یکسان می‌پراکند، اما توان رادیویی‌ را در زاویه‌های نسبت به محور آنتن (زاویۀ ارتفاع)، متغیر می‌پراکند، که روی محور به صفر می‌رسد. الگوی تابش این آنتن، به‌شکل یک دونات است (شکل را ببینید). 

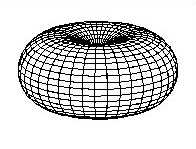
الگوی تابشی یک آنتن همه‌سویه ساده؛ یک آنتن دوقطبی نیم‌موجی عمودی. در این شکل، آنتن در مرکز دونات یا چنبره قرار دارد. فاصلۀ شعاعی از مرکز نشان‌دهنده توان تابیده در آن جهت است. توان تابیده در جهت‌های افقی، بیشینه است و در بالا و زیر آنتن به صفر می‌رسد.

پویانمایی ارسال امواج رادیویی یک آنتن همه‌سویه دوقطبی نیم‌موج. آنتن در مرکز دو میله فلزی عمودی است که یک جریان متناوب در مرکز آن از یک فرستنده رادیویی اعمال می‌شود (نشان داده نشده‌است). حلقه‌های میدان الکتریکی (خط‌های سیاه) آنتن را ترک می‌کنند و با سرعت نور دور می‌شوند. این‌ها امواج رادیویی هستند. این شکل، تابش را تنها در یک صفحه از محور نشان می‌دهد، تابش حول محور عمودی آنتن، متقارن است.

این آنتن با آنتن همسانگرد، که توان یکسانی را در همه جهت‌ها می‌پراکند و دارای الگوی تابش کروی است، یکی نیست. آنتن همه‌سویۀ عمودی، برای آنتن‌های غیرجهت‌دار در سطح زمین، گسترده استفاده می‌شود، زیرا در همۀ جهت‌های افقی، یکسان می‌تابد، درحالی‌که توان تابیده با زاویه ارتفاع کاهش می‌یابد، بنابراین توان رادیویی کمی به‌سوی آسمان یا پایین به‌سوی زمین هدایت می‌شود و هدر می‌رود. آنتن‌های همه‌سویه، در آنتن‌های پخش رادیویی، تلفن‌ همراه ، رادیو FM ، واکی‌تاکی ، شبکه‌ کامپیوتری بی‌سیم ، تلفن بی‌سیم، گیرندۀ GPS، ایستگاه‌های پایه، و دیگر، گسترده استفاده می‌شود.

## گونه‌ها

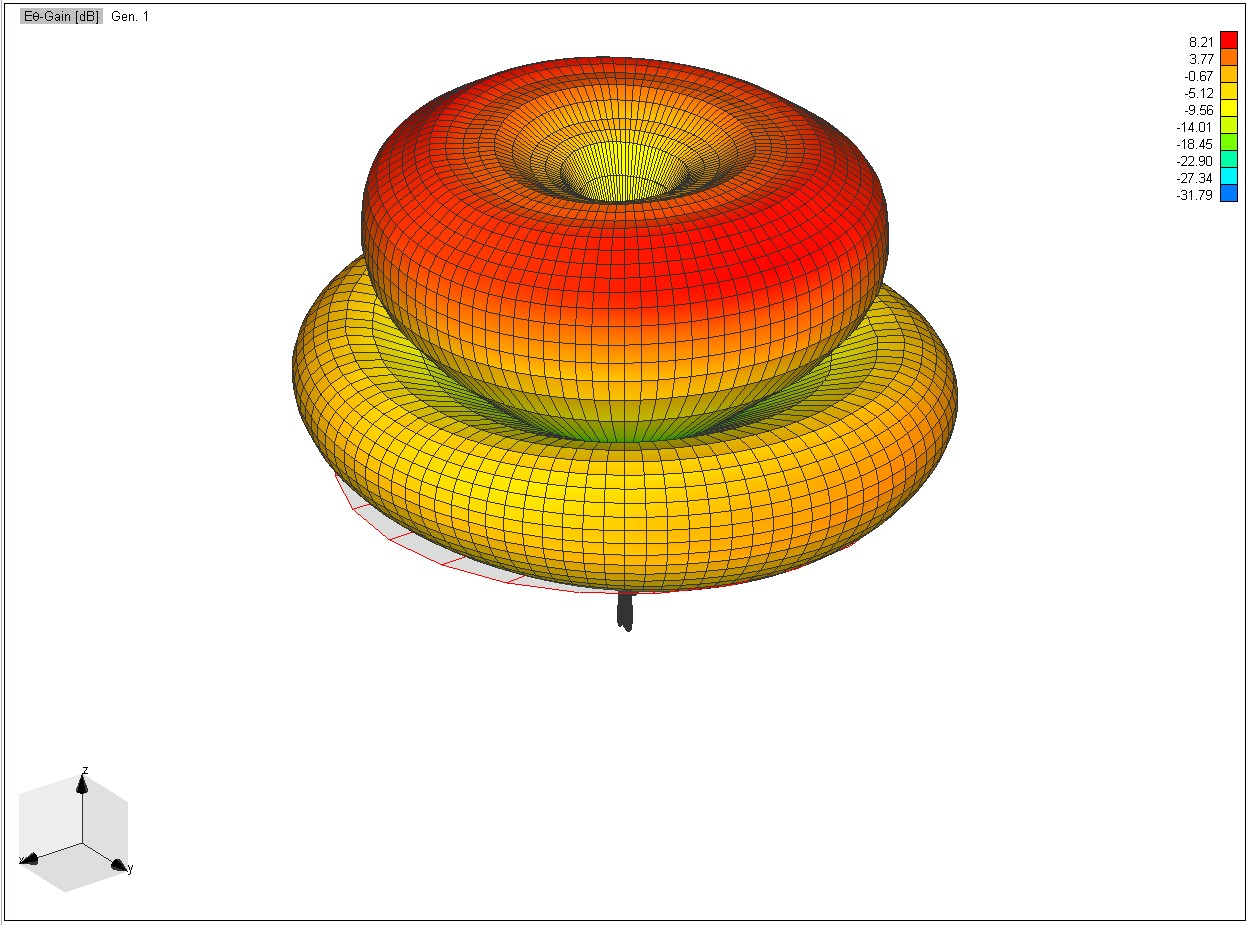
الگوی تابش یک آنتن تک‌قطبی 3λ/2. اگرچه تابش یک آنتن همه‌سویه در جهت‌های ازیموتال متقارن است، ممکن است به‌گونه‌ای پیچیده با زاویه ارتفاع تغییر کند و دارای لوب و صفر در زوایای مختلف باشد.

فراگیرترین آنتن‌های همه‌سویه، آنتن تک‌قطبیِ تشکیل‌شده از یک رسانای میله‌ای عمودی نصب‌شده روی صفحۀ رسانای زمین (Ground)، و آنتن دوقطبیِ عمودیِ تشکیل‌شده از دو میله عمودی هم‌راستاست. تک‌قطبی یک‌چهارم‌موج و دوقطبی نیم‌موج هر دو دارای الگوی تابش عمودی هستند که یک لوب پهن با بیشترین تابش در جهت‌های افقی دارند، و بنابراین پرکاربرد هستند. تک‌قطبی یک‌چهارم‌موج، جمع‌وجورترین آنتن رزونانسی، پرکاربردترین آنتن در جهان است. تک‌قطبی پنج‌هشتم‌موج، نیز فراگیرست زیرا در این طول،  بیشترین توان را در جهت‌های افقی تابش می‌کند.
انواع فراگیر آنتن‌های همه‌سویه کم‌بهره، این‌ها هستند: آنتن شلاقی ، آنتن "Rubber Ducky" ، آنتن سطح زمین ، آنتن دوقطبی عمودی، آنتن صفحه‌مخروطی (Discone)، دکل، آنتن حلقوی افقی و آنتن هاله .
آنتن‌های همه‌سویه با بهرۀ بیشتر نیز هستند. بهره بیشتر به این معنی است که آنتن توان کمتری در زوایای ارتفاع کوچکتر و بزرگتر، و توان بیشتری در جهت‌های افقی می‌تابد. آنتن‌های همه‌سویه با بهره زیاد معمولاً با آرایه‌های دوقطبی هم‌راستا ساخته می‌شوند و از چندین دوقطبی‌های نیم‌موجی تشکیل شده‌اند که به‌صورت خطی (در یک خط) نصب شده‌اند و  هم‌فاز تغذیه می‌شوند. آنتن کواکسیال هم‌راستا (COCO) از تکه‌های کواکسیال برعکس‌به‌هم‌پیوسته (رسانای درونی یک تکه به رسانای بیرونی تکه بعدی وصل شده) برای تولید  نیم‌موج هم‌فاز استفاده می‌کند. آرایه فرانکلین از تکه‌های نیم‌موج کوتاه U-شکل استفاده می‌کند که تابش آنها در میدان دور خنثی می‌شود تا تکه‌های دوقطبی نیم‌موج را هم‌فاز کند. نوع دیگر، آنتن میکرواستریپ همه‌سویه (OMA) است. 

## بررسی

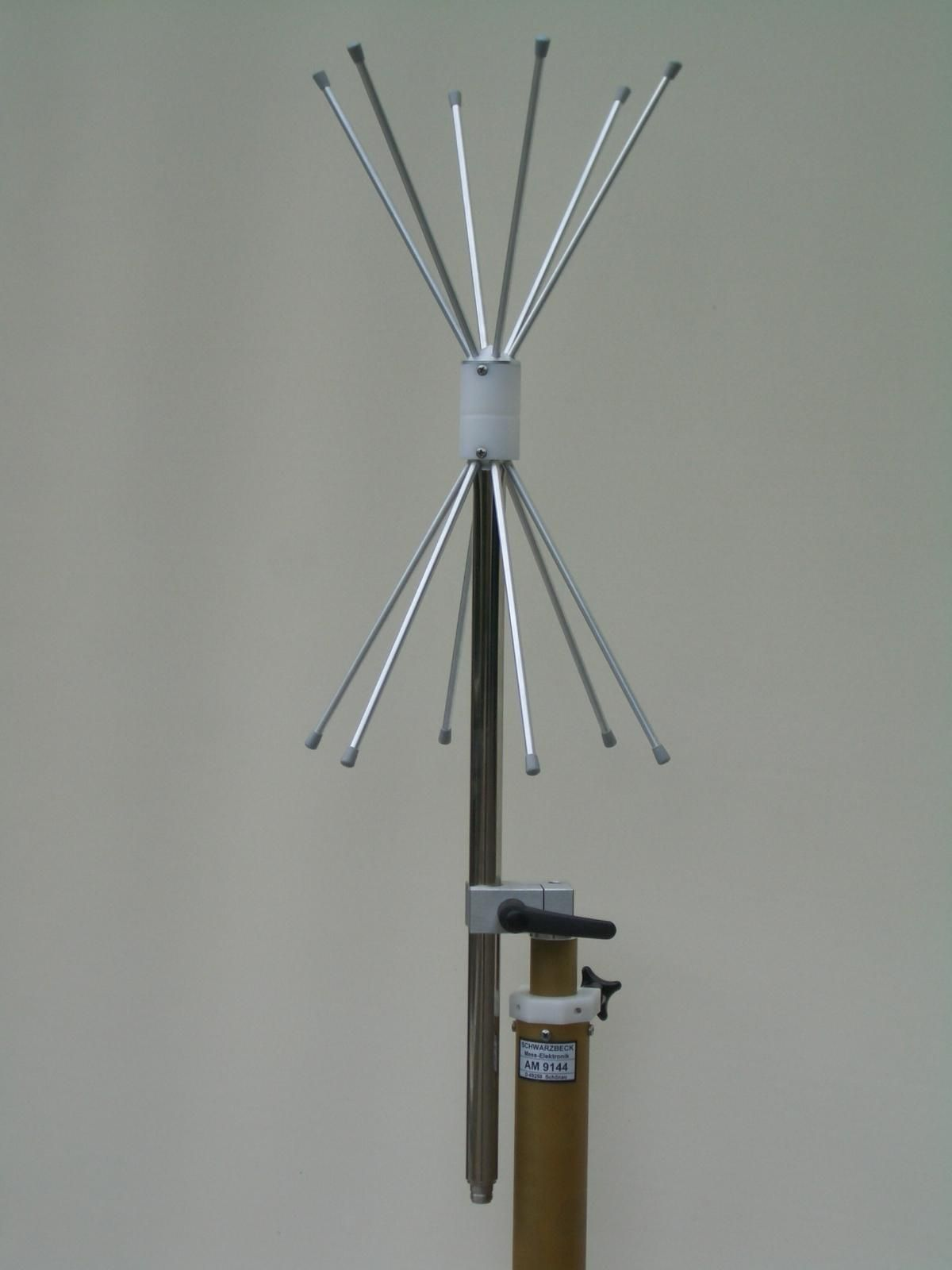
آنتن دو مخروطی VHF-UHF پلاریزۀ عمودی 170-1100 مگاهرتز با الگوی تابش صفحۀ H همه‌سویه

الگوهای تابش همه‌سویه را ساده‌ترین آنتن‌های کاربردی، یعنی آنتن تک‌قطبی و دوقطبی تولید می‌کنند که از یک یا دو رسانای میله‌ای تشکیل شده‌اند. بهرۀ آنتن (G)، حاصل‌ضرب بازدۀ آنتن (e) و جهت‌داری آنتن (D) است؛ {\displaystyle G=eD}. یک رابطه مفید میان جهت‌داری الگوی تابش آنتن همه‌سویه (D) برحسب دسی‌بل و پهنای پرتو نیم‌توان (HPBW) و با فرض الگوی تابش به‌شکل {\displaystyle \sin(b\theta )/{b\theta }}، چنین است:
{\displaystyle D\approx 10\log _{10}\left({\frac {101.5}{{\text{HPBW}}-0.00272\,{\text{HPBW}}^{2}}}\right)\ {\text{ dB}}.}

## همچنین ببینید
- آنتن حلقه‌ای چوکی (Choke)
- آنتن جهت‌دار

## مراجع
1. ↑  "Television and radio broadcasts are omni-directional - albeit focused as much as possible towards the horizon - and that means a lot of diffusion": Can our TV signals be picked up on other planets?, BBC news, 6 August 2008.
2. ↑  Judasz, T., Balsley, B. (March 1989). "Improved Theoretical and Experimental Models for the Coaxial Colinear Antenna". IEEE Transactions on Antennas and Propagation. 37 (3): 289–296. Bibcode:1989ITAP...37..289J. doi:10.1109/8.18724.{{cite journal}}:  نگهداری یادکرد:نام‌های متعدد:فهرست نویسندگان (link)
3. ↑  Bancroft R (December 5, 2005). "Design Parameters of an Omnidirectional Planar Microstrip Antenna". Microwave and Optical Technology Letters. 47 (5): 414–8. doi:10.1002/mop.21187.
4. ↑  McDonald, Noel (April 1999). "Omnidirectional Pattern Directivity in the Presence of Minor Lobes: Revisited". IEEE Transactions on Antennas and Propagation. 41 (2): 63–8. doi:10.1109/74.769693.